# Плик (Тексас)
Плик (енгл. Pleak) град је у америчкој савезној држави Тексас.

## Демографија
По попису из 2010. године број становника је 1.044, што је 97 (10,2%) становника више него 2000. године.
| Група             | 2000.       | 2010.       |
| Белци             | 619 (65,4%) | 462 (44,3%) |
| Афроамериканци    | 41 (4,3%)   | 33 (3,2%)   |
| Азијати           | 3 (0,3%)    | 8 (0,8%)    |
| Хиспаноамериканци | 277 (29,3%) | 540 (51,7%) |
| Укупно            | 947         | 1.044       |